# Гонконзький грип
Гонконзький грип (також відомий як пандемія грипу 1968 року) — пандемія грипу, внаслідок спалаху якої в 1968 та 1969 рр. загинуло приблизно мільйон людей у всьому світі. Він був викликаний штамом вірусу грипу A грипу H3N2, який походив від H2N2 через антигенний зсув — генетичний процес, при якому гени з декількох підтипів переасортировані, щоб утворити новий вірус.
Перший запис про спалах у Гонконзі з'явився 13 липня 1968 року. До кінця липня 1968 року у В'єтнамі та Сінгапурі було зафіксовано великі спалахи. Незважаючи на летальність азійського грипу 1957 року в Китаї, мало що покращилось щодо боротьби з такими епідеміями. Газета "Таймс " стала першим джерелом тривоги щодо цієї нової можливої пандемії . Є ймовірність, що цей спалах насправді почався в материковому Китаї до його розповсюдження в Гонконг, але це не підтверджено.
До вересня 1968 р. грип охопив Індію, Філіппіни, північ Австралії та Європу. Того ж місяця вірус потрапив до Каліфорнії після повернення військ у В'єтнамі, але не отримав широкого поширення в США до грудня 1968 року. До 1969 р. він дістанеться Японії, Африки та Південної Америки. Спалах у Гонконзі, де щільність населення перевищує 6000 людей на квадратний кілометр, досяг максимальної інтенсивності за два тижні, тривав загалом шість місяців з липня по грудень 1968 року. Однак у світі смерть від цього вірусу досягла свого піку набагато пізніше, у грудні 1968 року та січні 1969 року. На той час у наукових та медичних журналах вже публікувались попередження та описи вірусів .
У порівнянні з іншими пандеміями, гонконзький грип призвів до низької смертності.
Ця пандемія вдарила в дві хвилі, друга хвиля була більш смертоносною, ніж перша в більшості місць.
Цей же вірус повернувся в наступні роки: через рік, наприкінці 1969 і на початку 1970-х, і в 1972 році. За оцінками, загальна кількість загиблих у світі становила близько мільйона людей.

## Клінічні дані
Симптоми грипу тривали від чотирьох до п'яти днів, але деякі тривали до двох тижнів.

## Вірусологія

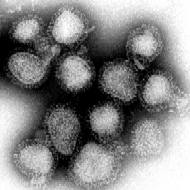
Віруси грипу, які спричинили гонконзький грип (збільшені приблизно в 100 000 разів)

Гонконзький грип був першим відомим спалахом штаму H3N2, хоча є серологічні дані про інфекції H3N1 наприкінці 19 століття. Вірус був виділений у Лікарні королеви Марії (Гонконг) .
І пандемічні грипи H2N2, і H3N2 містили гени вірусів пташиного грипу . Нові підтипи виникли у свиней, заражених вірусами птахів та людини, і незабаром були передані людині. Свині вважалися оригінальним «проміжним господарем» для грипу, оскільки вони підтримували реассортимент різнобічних підтипів. Однак є й інші господарі, здатні до подібної коінфекції (наприклад, багато видів птиці), і можлива пряма передача вірусів птахів людям. H1N1, можливо, передався безпосередньо від птахів людині (Belshe 2005).
Гонконзький штам грипу розділяв внутрішні гени та нейрамінідазу з азійським грипом 1957 року (H2N2). Накопичені антитіла до нейрамінідази або внутрішніх білків, можливо, призвели до меншої кількості жертв, ніж більшість пандемій . Однак перехресний імунітет всередині і між підтипами грипу недостатньо вивчений.

## Смертність
Центр контролю та профілактики захворювань США (CDC) США підрахував, що загалом вірус убив мільйон людей у всьому світі.

### Сполучені Штати
За оцінками CDC, у США загинуло 100 000 людей Однак, під час цієї пандемії загинуло менше людей, ніж у попередніх пандеміях з різних причин:
1. певний імунітет проти вірусу грипу N2 може бути збережений у популяціях, уражених штамами азійського грипу, які циркулюють з 1957 року;
2. пандемія не набирала обертів до зимових шкільних канікул, тим самим обмежуючи поширення інфекції;
3. вдосконалене медичне обслуговування дало життєво важливу підтримку хворим;
4. наявність антибіотиків, які були ефективнішими проти вторинних бактеріальних інфекцій .